# Lua (mitologia)
Na mitologia romana, Lua era uma deusa a quem os soldados sacrificavam armas capturadas. Ela é por vezes referida como "Lua Mater" ("Lua Mãe") ou "Lua Saturni" ("Lua Satúrnia"), esta última a torna uma consorte de Saturno. É possível que Lua fosse meramente um nome alternativo para Ops.